# Leichtathletik-Länderkämpfe mit bundesdeutscher Beteiligung 1988
| Leichtathletik-Länderkämpfe mit bundesdeutscher Beteiligung 1988                              | Leichtathletik-Länderkämpfe mit bundesdeutscher Beteiligung 1988 | Leichtathletik-Länderkämpfe mit bundesdeutscher Beteiligung 1988 | Leichtathletik-Länderkämpfe mit bundesdeutscher Beteiligung 1988 |
| --------------------------------------------------------------------------------------------- | ---------------------------------------------------------------- | ---------------------------------------------------------------- | ---------------------------------------------------------------- |
|                                                                                               |                                                                  |                                                                  |                                                                  |
| 1. Länderkampf 1988, Geher (Männer): CSK – FRG – GBR – POL – SUI – HUN                        |                                                                  |                                                                  |                                                                  |
| Trnava 8. Mai 1988                                                                            | Trnava 8. Mai 1988                                               | 1. CSK 2. POL 3. GBR 4. HUN 5. FRG 6. SUI                        | 97 P 68 P 55 P 54 P 48 P 21 P                                    |
| 2. Länderkampf 1988, Geher (Frauen): CSK – FRG – GBR – POL – SUI – HUN                        |                                                                  |                                                                  |                                                                  |
| Trnava 8. Mai 1988                                                                            | Trnava 8. Mai 1988                                               | 1. HUN 2. POL 3. FRG 4. GBR 5. CSK 6. SUI                        | 49 P 45 P 32 P 23 P 17 P 6 P                                     |
| 3./4./5./6. Länderkampf 1988, Werfer (Männer): ITA – FRG / FRG – ESP / FRG – CSK / FRG – HUN  |                                                                  |                                                                  |                                                                  |
| Forlì 21./22. Mai 1988                                                                        | Forlì 21./22. Mai 1988                                           | 1. FRG 2. ITA                                                    | 27 P 17 P                                                        |
| Forlì 21./22. Mai 1988                                                                        | Forlì 21./22. Mai 1988                                           | 1. FRG 2. ESP                                                    | 31 P 12 P                                                        |
| Forlì 21./22. Mai 1988                                                                        | Forlì 21./22. Mai 1988                                           | 1. FRG 2. CSK                                                    | 30 P 14 P                                                        |
| Forlì 21./22. Mai 1988                                                                        | Forlì 21./22. Mai 1988                                           | 1. HUN 2. FRG                                                    | 23 P 21 P                                                        |
| 7./8./9./10. Länderkampf 1988, Werfer (Frauen): ITA – FRG / FRG – ESP / FRG – CSK / FRG – HUN |                                                                  |                                                                  |                                                                  |
| Forlì 21./22. Mai 1988                                                                        | Forlì 21./22. Mai 1988                                           | 1. FRG 2. ITA                                                    | 19 P 14 P                                                        |
| Forlì 21./22. Mai 1988                                                                        | Forlì 21./22. Mai 1988                                           | 1. FRG 2. ESP                                                    | 24 P 9 P                                                         |
| Forlì 21./22. Mai 1988                                                                        | Forlì 21./22. Mai 1988                                           | 1. FRG 2. CSK                                                    | 18 P 15 P                                                        |
| Forlì 21./22. Mai 1988                                                                        | Forlì 21./22. Mai 1988                                           | 1. FRG 2. HUN                                                    | 19 P 14 P                                                        |
| 11. Länderkampf 1988, Männer: FRG – GDR                                                       |                                                                  |                                                                  |                                                                  |
| Düsseldorf 19./20. Juni 1988                                                                  | Düsseldorf 19./20. Juni 1988                                     | 1. GDR 2. FRG                                                    | 131 P 92 P                                                       |
| 12. Länderkampf 1988, Frauen: FRG – GDR                                                       |                                                                  |                                                                  |                                                                  |
| Düsseldorf 19./20. Juni 1988                                                                  | Düsseldorf 19./20. Juni 1988                                     | 1. GDR 2. FRG                                                    | 119,5 P 59,5 P                                                   |
| 13. Länderkampf 1988, Frauen: Hürden/Sprünge/Würfe: GBR – FRG                                 |                                                                  |                                                                  |                                                                  |
| Birmingham 24. Juni 1988                                                                      | Birmingham 24. Juni 1988                                         | 1. FRG 1. GBR                                                    | 77 P                                                             |
| 14. Länderkampf 1988, Jahrgänge 1965 und jünger (Männer): POL – FRG – FRA – CAN               |                                                                  |                                                                  |                                                                  |
| Posen 20. August 1988                                                                         | Posen 20. August 1988                                            | 1. FRA 2. POL 3. FRG 4. CAN                                      | 210,5 P 209,0 P 199,5 P 77,0 P                                   |
| 15. Länderkampf 1988, Jahrgänge 1965 und jünger (Frauen): POL – FRG – FRA – CAN               |                                                                  |                                                                  |                                                                  |
| Posen 20. August 1988                                                                         | Posen 20. August 1988                                            | 1. FRG 2. POL 3. FRA 4. CAN                                      | 186,5 P 155,5 P 122,0 P 85,0 P                                   |
| 16. Länderkampf 1988, Straßenlauf (Männer): FRA – FRG – NLD – SUI                             |                                                                  |                                                                  |                                                                  |
| Hagenau 20. August 1988                                                                       | Hagenau 20. August 1988                                          | 1. NLD 2. FRA 3. FRG 4. SUI                                      | 5:02:29 h 5:04:43 h 5:09:53 h 5:12:02 h                          |
| 17. Länderkampf 1988, Straßenlauf (Frauen): FRA – FRG – NLD – SUI                             |                                                                  |                                                                  |                                                                  |
| Hagenau 20. August 1988                                                                       | Hagenau 20. August 1988                                          | 1. FRA 2. FRG 3. SUI 4. NLD                                      | 2:34:23 h 2:35:52 h 2:37:49 h 2:45:58 h                          |
| 18. Länderkampf 1988, Zehnkampf, Jahrgänge 1965 und jünger (Männer): FRG – FRA – URS          |                                                                  |                                                                  |                                                                  |
| Lage 20./21. August 1988                                                                      | Lage 20./21. August 1988                                         | 1. FRG 2. URS 3. FRA                                             | 28.945 P 28.099 P 27.248 P                                       |
| 19. Länderkampf 1988, Siebenkampf, Jahrgänge 1965 und jünger (Frauen): FRG – FRA – URS        |                                                                  |                                                                  |                                                                  |
| Lage 20./21. August 1988                                                                      | Lage 20./21. August 1988                                         | 1. FRG 2. URS 3. FRA                                             | 23.742 P 23.408 P 21.161 P                                       |
| 20. Länderkampf 1988, Geher (Männer): FRG – FRA                                               |                                                                  |                                                                  |                                                                  |
| Ahlen 3./4. September 1988                                                                    | Ahlen 3./4. September 1988                                       | 1. FRA 2. FRG                                                    | 31 P 13 P                                                        |
| 21. Länderkampf 1988, Geher (Frauen): FRG – FRA                                               |                                                                  |                                                                  |                                                                  |
| Ahlen 4. September 1988                                                                       | Ahlen 4. September 1988                                          | 1. FRA 1. FRG                                                    | 11 P                                                             |
| Chronik                                                                                       |                                                                  |                                                                  |                                                                  |
| ← Länderkämpfe 1987                                                                           | ← Länderkämpfe 1987                                              | Länderkämpfe 1989 →                                              | Länderkämpfe 1989 →                                              |

Im Jahr 1988 wurden 21 Leichtathletikländerkämpfe mit bundesdeutscher Beteiligung in fünfzehn Veranstaltungen ausgetragen. Das waren drei Vergleiche mehr bei gleichzeitig einer Veranstaltung weniger als im Vorjahr. Die größte Anzahl von 27 Begegnungen hatte es 1974 gegeben.
Nicht berücksichtigt sind Veranstaltungen wie der sogenannte „Lugano-Cup“, ein Weltcup der Geher unter dem Dach des Weltleichtathletikverbands (früher: IAAF), der ab 1965 unter Regie des Europäischen Leichtathletikverbands durchgeführte Leichtathletik-Europacup sowie ähnliche Events. Hier handelt es sich um Veranstaltungen, die als eigene Wettbewerbe ähnlich wie auch der Leichtathletik-Continentalcup (ab 1988) und der Geher-Europacup (ab 1996) außerhalb der üblichen Länderkämpfe durchgeführt wurden.
Aufgeführt sind hier die Länderkämpfe bundesdeutscher Leichtathleten. Die Sportler der DDR führten nach der deutschen Teilung im Jahr 1949 eigene Veranstaltungen durch.
Nur noch vier der Vergleiche in dieser Saison bestanden aus dem allgemeinen leichtathletischen Programm, wobei zwei davon speziell für die Altersgruppe der Jahrgänge 1965 und jünger reserviert waren. Die Tendenz im Länderkampfprogramm entwickelte sich weiter dahin, mehr Vergleiche in Teilbereichen der Leichtathletik auszutragen, was hier in siebzehn Fällen zutraf. Dort standen die Wettbewerbsbereiche Werfen (8 Vergleiche in zwei Veranstaltungen), Gehen (4), Mehrkampf für die Jahrgänge 1965 und jünger (2), Straßenlauf (2) und Hürdenlauf/Sprung/Wurf (1) auf dem Programm. Die Männer bestritten zehn, die Frauen elf Begegnungen. Es war die erste Saison, in der die Frauen mehr Länderkämpfe austrugen als die Männer.
Von den Frauenbegegnungen fanden zwei als Veranstaltungen allgemeiner leichtathletischer Disziplinen statt, darunter ein Vergleich für die Jahrgänge 1965 und jünger. Vier gab es im Werfen, die in einer Veranstaltung durchgeführt wurden. Die Geherinnen kamen zweimal zum Zug. Je einen Länderkampf bestritten die Straßenläuferinnen und Siebenkämpferinnen. Außerdem wurde eine weitere Begegnung als gemischter Vergleich im Hürdenlauf/Sprung/Wurf ausgetragen.
Ebenfalls zwei der Männerbegegnungen waren Wettkämpfe mit den allgemeinen leichtathletischen Disziplinen, darunter auch hier ein Vergleich für die Jahrgänge 1965 und jünger. Die Werfer trugen ebenfalls in einer Veranstaltung vier Länderkämpfe aus. Je zweimal trafen die Geher auf Kontrahenten aus anderen Nationen. Je einmal traten die Straßenläufer und Zehnkämpfer der Jahrgänge 1965 und jünger an.

## Saisonhöhepunkt
In diesem Jahr standen eindeutig die Olympischen Spiele von Seoul im Saisonmittelpunkt. Die Leichtathletikwettbewerbe dort wurden vom 23. September bis 2. Oktober ausgetragen. Das Abschneiden des bundesdeutschen Teams in Seoul war wenig erfolgreich. Abgesehen von 1980, als die Bundesrepublik Deutschland den Spielen zusammen mit zahlreichen weiteren NATO-Staaten ferngeblieben war, blieb die Mannschaft zum ersten Mal seit 1956 ohne Goldmedaille. Platz fünfzehn im Medaillenspiegel mit lediglich einer Silbermedaille und vier Bronzemedaillen war eine Enttäuschung. Mit elf Niederlagen zeigte sich das schwächere Niveau der bundesdeutschen Leichtathletik auch in den Länderkämpfen (siehe unten).

## Bilanz
In der Saison 1988 gab es für die bundesdeutschen Männer in ihren zehn Länderkämpfen mit sechs Niederlagen einen verlorenen Vergleich mehr als im Vorjahr und zwei weniger als 1974, dem Jahr mit den meisten Niederlagen, in dem es allerdings acht Länderkämpfe mehr gegeben hatte als 1988:
- Geher-Vergleich gegen die Tschechoslowakei, Großbritannien, Pölen, die Schweiz und Ungarn am 8. Mai in Trnava (Platz fünf hinter der Tschechoslowakei, Polen, Großbritannien und Ungarn)
- Werfer-Vergleich gegen Ungarn am 21./22. Mai in Forlì
- Ländervergleich gegen die DDR am 19./20. Juni in Düsseldorf
- Ländervergleich gegen Polen, Frankreich und Kanada (Jahrgänge 1965 und jünger) am 20. August in Posen (Platz drei hinter Frankreich und Polen)
- Straßenlauf -Vergleich gegen Frankreich, die Niederlande und die Schweiz am 20. August in Hagenau (Platz drei hinter den Niederlanden und Frankreich)
- Geher-Vergleich gegen Frankreich am 3./4. September in Ahlen

Die vier weiteren Männerbegegnungen entschieden die bundesdeutschen Athleten für sich. Die Siege resultierten aus drei Begegnungen der Werfer sowie aus einem Vergleich der Zehnkämpfer für die Jahrgänge 1965 und jünger.
Damit wiesen die Männer wie 1976, 1977, 1979, 1980, 1982 und 1987 eine negative Bilanz auf. Am Ende der Saison hatte die bundesdeutsche Mannschaft in ihren nun insgesamt 438 Vergleichen 306 Siege und vier Unentschieden erzielt sowie 128 Niederlagen erlitten.
Für die Frauen blieb es in ihren elf Länderkämpfen bei drei Niederlagen, das waren bei zwei Vergleichen mehr drei weniger als im Vorjahr. Folgende Länderkämpfe der Frauen gingen verloren:
- Geher-Vergleich gegen die Tschechoslowakei, Großbritannien, Polen, die Schweiz und Ungarn am 8. Mai in Trnava (Platz drei hinter Ungarn und Polen)
- Ländervergleich gegen die DDR am 19./20. Juni in Düsseldorf
- Straßenlauf-Vergleich gegen Frankreich die Niederlande und die Schweiz am 20. August in Hagenau (Platz zwei hinter Frankreich)

Darüber hinaus gab es für die Frauen zwei Unentschieden zu verzeichnen:
- Hürden-Sprung-Wurf-Vergleich gegen Großbritannien am 24. Juni in Birmingham
- Geher-Vergleich gegen Frankreich am 3./4. September in Ahlen

Die Bilanz war bei sechs Siegen, zwei Unentschieden und drei Niederlagen deutlich positiv.
Damit hatten die deutschen Frauen seit 1928 in nun 211 Aufeinandertreffen insgesamt 123 Siege errungen, vier Unentschieden erzielt und 84 Niederlagen hinnehmen müssen.
In der Gesamtsumme aller ihrer Länderkämpfe hatten die deutschen Leichtathleten von 649 Vergleichen 429 gewonnen, 212 verloren und acht Unentschieden erzielt. 59 der Niederlagen stammten dabei aus 33 zweiten Plätzen, zwanzig dritten, drei vierten und zwei fünften Rängen sowie einer Platzierung ohne Wertung hinter vier Gegnerteams in Begegnungen mit mehr als zwei Nationen.

## Bedeutung der Länderkämpfe in der Leichtathletik
Der Stellenwert von Länderkämpfen war in den letzten Jahren erheblich gesunken, daran hatte sich auch 1988 nichts geändert. Die Konkurrenz anderer Veranstaltungen war groß und sollte weiter wachsen. In den vergangenen Jahren waren neue Wettkampfformen hinzugekommen wie der schon länger praktizierte Europacup und der Weltcup (später Continentalcup). 1983 waren auch die anfangs im Abstand von vier Jahren durchgeführten Weltmeisterschaften dazugekommen, die ab 1991 im zweijährigen Rhythmus ausgetragen werden sollten. Außerdem gab es Europa- und Weltcupveranstaltungen für Teildisziplinen der Leichtathletik wie dem Gehen (Lugano-Cup) und dem Mehrkampf, die mehr Aufmerksamkeit auf sich zogen als die früher hoch im Kurs stehenden Länderkämpfe. Die Bedeutung einzelner Sportfeste, die für die Sportler im Hinblick auf Prämien für den Antritt, für Siege und für Rekorde immer lukrativer wurden, nahm sukzessive zu. Hier sind unter anderem Events wie Weltklasse Zürich, ISTAF Berlin, ASV-Sportfest Köln oder Sportfeste in Stockholm, Oslo, Monaco, … zu nennen, die später als IAAF Super Grand Prix, IAAF Golden League und Diamond League noch erheblich bedeutsamer wurden.
So wurden in den 1950er, 1960er und beginnenden 1970er Jahren Länderkämpfe noch teilweise als Live-Sendung im Fernsehen übertragen, was danach nicht mehr der Fall war, weil die Aufmerksamkeit in der Leichtathletik auf andere oben genannte Bereiche überging. Die Gewichtung sollte sich in den kommenden Jahren noch viel mehr auf Veranstaltungen verschieben, in denen der Fokus stärker auf die Einzelsportler und Staffeln gerichtet war. Länderkämpfe und Ländervergleiche auch in Form von Europacup und Weltcup spielten dabei abgesehen von der Beachtung durch ein Fachpublikum eine in den kommenden Jahren zunehmend untergeordnete Rolle. Neben bestimmten klassischen Sportfesten mit hohen Prämien ragten dabei vor allem die Wettbewerbe bei Olympischen Spielen, Europameisterschaften und ab 1983 bei Weltmeisterschaften heraus.
Die Anzahl der Länderkämpfe blieb allerdings weiter auf dem hohen Level der Jahre, in denen diese Vergleiche eine große Rolle spielten. Die Verbände suchten allerdings andere Formen mittels Veranstaltungen mit eingeschränkten Teilbereichen und Begegnungen mit mehreren Gegnern gleichzeitig, die an einem Tag durchgeführt wurden. So gab es keinen einzigen der früher klassischen Zweiländerkämpfe mit dem allgemeinen leichtathletischen Programm. Häufig kam es zu einer Besetzung der Wettbewerbe durch Teilnehmer aus der zweiten Reihe. Einerseits sollten die Toppathleten nicht überbelastet werden, andererseits hatten die Sportler aus dem Spitzenbereich auch kein Interesse an diesen Wettkämpfen, in denen es keine finanziellen Anreize gab und die auf kein allzu großes Öffentlichkeitsinteresse stießen. Außer den Mehrkampf-Begegnungen wurden alle Länderkämpfe, darunter auch die Vergleiche mit dem allgemeinen leichtathletischen Programm ausschließlich eintägig veranstaltet.

## Verschiedene Formen von Länderkämpfen
Es gab weiterhin eine Reihe verschiedener Arten von Länderkämpfen:
- Vergleiche mit einer Mischung von Disziplinen aus dem allgemeinen leichtathletischen Programm
Das war die klassische Form von Ländervergleichen. Jede Nation war in der Regel mit zwei Athleten je Disziplin vertreten. Bei den Männern waren hier zwanzig Wettbewerbe zum Standard geworden. Allerdings wurden die beiden Langstrecken über 5000 und 10.000 Meter inzwischen verkürzt als Rennen über 3000 und 5000 Meter durchgeführt. Aus dem olympischen Wettbewerbskatalog fehlten demnach in der Regel nur der 10.000-Meter-Lauf, der Marathonlauf, die beiden Gehwettbewerbe und der Zehnkampf.
Der Länderkampfdisziplinkatalog bei den Frauen hatte bis 1968 standardmäßig aus elf Disziplinen bestanden und war mit den damals bei Olympischen Spielen angebotenen Frauenwettbewerben identisch. Von 1969 an gab es hier Veränderungen: Mit dem 1500-Meter-Lauf sowie der 4-mal-400-Meter-Staffel wurden zwei neue Wettbewerbe, die bei den Europameisterschaften 1969 in das Programm aufgenommen worden waren, mit in den Katalog der Frauenländerkämpfe integriert. Damit erhöhte sich die Zahl der Disziplinen auf dreizehn. Neu hinzu kamen nun immer häufiger auch Rennen über 3000 Meter und 400 Meter Hürden, zwei Laufdiszipziplinen, die im Vorjahr olympisch geworden waren. In Angleichung an das Männerprogramm wurde der 3000-Meter-Lauf 1996 durch den 5000-Meter-Lauf abgelöst.
In seltenen Fällen gab es in Länderkämpfen sowohl bei den Frauen als auch bei den Männern Abweichungen vom Standard in Form von Hinzunahme oder Weglassen einzelner Disziplinen.
- Vergleiche in Teildisziplinen der Leichtathletik:
  - Vergleiche im Mehrkampf – bei den Frauen im Siebenkampf, bei den Männern im Zehnkampf
Die Zahl der Vertreter je Land war dabei nicht standardisiert. In der Regel wurden von den gestarteten Teilnehmern nicht alle gewertet. Bei vier Vertretern je Disziplin beispielsweise wurden meist die drei Besten gewertet.
  - Vergleiche der Geher
Diese Begegnungen fanden bei den Männern meist in Form von Straßengehen statt. Es kamen zwei Disziplinen zur Austragung, ein Wettkampf über 20 Kilometer und ein Wettkampf über eine längere Distanz, die manchmal über 35 und manchmal über 50 Kilometer führte. Der Trend ging hier jedoch eindeutig zur Distanz von 35 Kilometern.
1976 kam das Gehen auch für die Frauen ins Länderkampfprogramm. Ausgetragen wurde dabei anfangs ein Wettbewerb über 5000 Meter, 1976 auf der Straße, später wechselweise auf der Bahn oder auf der Straße. Es gab dann auch Wettbewerbe über eine Streckenlänge von zehn Kilometern. Das Gehen für Frauen hatte inzwischen Fuß gefasst in der Leichtathletik. Bei Olympischen Spielen gab es 1992 in Barcelona zum ersten Mal einen Geher-Frauenwettbewerb, bei Europameisterschaften war das schon in 1986 in Stuttgart zum ersten Mal der Fall.
Bezüglich der Teilnehmerzahl je Land und Wettbewerb wurde verfahren wie in den Mehrkämpfen.
  - Vergleiche im Straßenlauf
Bis einschließlich 1980 wurde ein Rennen über dreißig Kilometer ausgetragen. 1981 war die Streckenlänge auf 25 Kilometer gekürzt worden, 1982 fand das Rennen noch einmal über dreißig Kilometer statt. Auch hier wurde bezüglich der Teilnehmerzahl je Land verfahren wie in den Mehrkämpfen. Ab 1982 trugen auch die Frauen Straßenlauf-Länderkämpe über 25 Kilometer aus und die Männern starteten nach 1982 in der Regel nun ebenfalls über diese etwas kürzere Distanz. Für die Frauen wurde die Streckenlänge 1988 auf fünfzehn Kilometer verkürzt.
Vereinzelt hatte es hier auch Länderkämpfe im Halbmarathon und über die Marathon-Distanz gegeben.
  - Vergleiche im Bereich Lauf
Diese Art von Länderkämpfen war 1984 zum ersten und einzigen Mal durchgeführt worden. Danach gab es bislang keine reinen Läufervergleiche. Wie oben beschrieben waren allerdings die Hürdenläuferinnen gemeinsam mit den Springerinnen und Werferinnen in einem Länderkampf aktiv.
  - Vergleiche im Crosslauf
Diese Länderkampfform wurde in der Saison 1985 zum ersten und einzigen Mal ausgetragen. Die Streckenlängen waren bei bis zu 9000 Metern für Frauen und Männer unterschiedlich. Bezüglich der Teilnehmerzahl je Land wurde verfahren wie in den Mehrkämpfen. 1986 und 1988 fanden keine Crosslauf-Länderkämpfe statt.
  - Vergleiche in den Disziplinen Sprung und/oder Wurf/Stoß
Die Werfer trugen in diesem Jahr Länderkämpfe aus und auch einen kombinierten Wettkampf gab es bei den Frauen, zu dem auch noch die Hürdenläuferinnen dazustießen.

## Austragungsform und Wertungsmodus
In der Vergangenheit wurden Länderkämpfe mit dem allgemeinen leichtathletischen Programm in der Regel mit zwei Vertretern pro Land und Disziplin durchgeführt. In einigen Vergleichen wurden wie schon in den Jahren zuvor drei Teilnehmer je Land und Wettbewerb eingesetzt. Die Regeln zur Punktevergabe wurden dabei durchgängig so angewendet, dass der Letztplatzierte einen Punkt erhielt, die weiteren Athleten in den Platzierungen jeweils aufwärts bis hin zu Rang zwei einen Punkt mehr. Der Erstplatzierte bekam zwei Punkte mehr gutgeschrieben als der Athlet auf Platz zwei. Für Länderkämpfe mit zwei Vertretern je Land und Disziplin bedeutete das: Platz 1: 5 P, Pl. 2: 3 P, Pl. 3: 2 P, Pl. 4: 1 P. Bei drei Vertretern je Land und Disziplin ergab sich folgende Punktevergabe: Platz 1: 7 P, Pl. 2: 5 P, Pl. 3: 4 P, Pl. 4: 3 P, Pl. 5: 2 P, Pl. 6: 1 P. Für die Staffeln gab es durchgängig fünf zu zwei Punkte.
Die Regeln zur Punktevergabe wurden ohne Ausnahme nach diesem standardisierten Wertungssystem angewendet. In weiteren Begegnungen mussten aufgrund anderer Rahmenbedingungen – mehr als zwei Teilnehmer je Nation in der Wertung oder mehr als ein Gegnerland – andere Regeln zur Punktevergabe zur Anwendung kommen. In den Mehrkämpfen wurden die Begegnungen entweder wie in anderen Begegnungen über die Platzierungen oder die Addition der im Wettkampf erzielten Punkte gewertet. Ähnlich wurde in den Straßenlauf-Länderkämpfen verfahren. Dort wurde entweder über die Platzierungen oder über die Addition der erzielten Zeiten gewertet.

## Zahl der Länderkämpfe
In diesem Jahr gab es bei Frauen und Männern je eine Veranstaltung, in denen mehr als zwei Nationen antraten, die jedoch nicht gemeinsam wie in einem Drei- bzw. Vierländerkampf gewertet wurden. Stattdessen wurden hier in einer gemeinsamen Austragung jeweils getrennte Zweierwertungen vorgenommen. In zwei solcher Ansetzungen wurden jeweils vier Länderkämpfe gleichzeitig in gemeinsamer Durchführung ausgetragen. So kommen in der Zählung in diesem Jahr insgesamt 21 Länderkämpfe bei nur fünfzehn Veranstaltungen zustande.

## Bundesrepublik Deutschland gegen die DDR – ein besonderer Länderkampf
Den ersten und einzigen Länderkampf der beiden deutschen Staaten in der Leichtathletik gab es am 19. und 20. Juni 1988. In Düsseldorf bestritten Frauen und Männer gemeinsam in getrennter Wertung diesen Vergleich, der ein gutes Jahr vor dem Fall der Berliner Mauer immer noch unter der Problematik des Ost-West-Konflikts stand. Die Sportler aus der DDR waren in beiden Begegnungen hoch überlegen. Zu einem besonderen konfliktträchtigen Ereignis kam es bei der Siegerehrung im Diskuswurf. Wolfgang Schmidt war bis 1981 sehr erfolgreich für die DDR gestartet – unter anderem Olympiazweiter 1976, Europameister 1978, Weltrekordler 1978. Nachdem er 1981 nicht mehr den hohen Erwartungen entsprochen, deshalb einige seiner Privilegien in der DDR verloren hatte und ein Fluchtversuch in die Bundesrepublik gescheitert war, wurde er mit Gefängnis für eineinhalb Jahre bestraft. Im November 1987 genehmigte man nach zahlreichen Anträgen seine Ausreise in die Bundesrepublik. Wolfgang Schmidts Nachfolger als Leistungsträger im Diskuswurf der DDR wurde Jürgen Schult – unter anderem Weltmeister 1987 und Olympiasieger 1988. Beide Athleten standen sich nun im Länderkampf gegenüber. Jürgen Schult siegte, Wolfgang Schmidt wurde Dritter. Bei der Siegerehrung verweigerte Schult die Annahme der Gratulation durch Schmidt. Schult begründete dies später mit dem strikten Kontaktverbot durch die DDR-Funktionäre. Wenn er dem in der DDR geächteten Werferkollegen die Hand gereicht hätte, wäre es nach Schmidt zu Repressalien gegen ihn gekommen. 1990 gab es dann eine Aussprache zwischen den beiden Sportlern, bei einem Sportfest reichten sie sich die Hände und versöhnten sich.

## Geher-Länderkampf der Männer gegen die Tschechoslowakei, Großbritannien, Polen, die Schweiz und Ungarn
Im ersten Länderkampf des Jahres 1988 trafen sich die Geher aus der Tschechoslowakei, der Bundesrepublik Deutschland, Großbritannien, Polen, der Schweiz und Ungarn. Der Wettkampf wurde am 8. Mai in der tschechoslowakischen Stadt Trnava ausgetragen. In dieser Zusammensetzung waren die Mannschaften zuvor noch nicht aufeinander getroffen. Die gastgebende Tschechoslowakei siegte mit 97 Punkten vor Polen (68 Punkte) und Großbritannien (55 Punkte). Nur einen weiteren Punkt zurück kam Ungarn auf den vierten Platz. Das bundesdeutsche Team musste sich mit 48 Punkten und Rang fünf zufriedengeben. Die Schweizer Geher wurden mit 21 Punkten Sechster.
Die Geherinnen trugen parallel am selben Ort ebenfalls einen Sechsländerkampf mit denselben Nationen aus.

## Geher-Länderkampf der Frauen gegen die Tschechoslowakei, Großbritannien, Polen, die Schweiz und Ungarn
Auch die bundesdeutschen Geherinnen traten wie ihre männlichen Kollegen am 8. Mai in Trnava im Länderkampf Nummer zwei gegen die Tschechoslowakei, Großbritannien, Polen, die Schweiz und Ungarn an. Unter den Frauenteams hatte es in dieser Konstellation zuvor ebenfalls noch kein Aufeinandertreffen gegeben. In der Länderkampfwertung gab es eine andere Reihenfolge als bei den Männern. Ungarn lag am Ende mit 49 Punkten vorn. 45 Punkte reichten für Polen zum zweiten Platz. Die bundesdeutschen Geherinnen platzierten sich mit 32 Punkten als Dritte um einen Rang besser als ihre männlichen Kollegen. Die viertplatzierten Britinnen errangen 23 Punkte, Gastgeber Tschechoslowakei wurde mit siebzehn Punkten Fünfter. Mit sechs Punkten landete die Schweiz abgeschlagen auf dem sechsten und letzten Platz.

## Werfer-Länderkämpfe der Männer gegen Italien, gegen Spanien, gegen die Tschechoslowakei und gegen Ungarn
Die nun folgende Länderkampfveranstaltung umfasste gleich vier Länderbegegnungen gleichzeitig. Die Werfer bestritten in gemeinsamem Wettkampf mit getrennter Wertung dazu Vergleiche mit Italien, Spanien, der Tschechoslowakei und Ungarn. Gegen Italien hatte es in vier vorangegangenen Begegnungen vier Siege gegeben. Auf Spanien und die Tschechoslowakei waren die bundesdeutschen Werfer bisher noch nicht getroffen. Gegen Ungarn hatte Deutschland die einzige Werferbegegnung im Vorjahr siegreich bestritten. Im norditalienischen Forlì gab es am 21./22. Mai in den Vergleichen drei bis sechs der Saison 1988 drei Siege und eine Niederlage für die bundesdeutsche Mannschaft:
- Sieg gegen Gastgeber Italien mit 27 zu 17 Punkten
- Sieg gegen Spanien mit 31 zu 12 Punkten
- Sieg gegen die Tschechoslowakei mit 30 zu 14 Punkten
- knappe Niederlage gegen Ungarn mit 21 zu 23 Punkten

Auch die Werferinnen bestritten parallel am selben Ort vier Länderkämpfe mit Gegnerinnen aus denselben Ländern.

## Werfer-Länderkämpfe der Frauen gegen Italien, gegen Spanien, gegen die Tschechoslowakei und gegen Ungarn
Auch die parallel stattfindende Länderkampfveranstaltung der Frauen beinhaltete vier Länderbegegnungen gleichzeitig. Ebenfalls am 21./22. Mai trafen die Werferinnen aus Italien, der Bundesrepublik, Spanien, der Tschechoslowakei und Ungarn in Forlì in den Vergleichen sieben bis zehn in getrennten Wertungen aufeinander. Nur gegen Ungarn hatten die bundesdeutschen Werferinnen schon eine Begegnung ausgetragen. Dabei hatte es im Vorjahr ein Remis gegeben. Mit den anderen drei Teams hatten sich die bundesdeutschen Frauen bisher nicht gemessen. In Forlì beendete die Bundesrepublik Deutschland alle vier Länderkämpfe mit Siegen:
- gegen Italien mit 19 zu 14 Punkten
- gegen Spanien mit 24 zu 9 Punkten
- gegen die Tschechoslowakei mit 18 zu 15 Punkten
- gegen Ungarn mit 19 zu 15 Punkten

## Leichtathletik-Länderkampf der Männer gegen die DDR
Der elfte Saisonvergleich der bundesdeutschen Männer war der erste mit dem allgemeinen leichtathletischen Programm. Es war ein ganz besonderer Länderkampf, denn Gegner war die DDR, mit der es am 19./20. Juni in Düsseldorf zur ersten und einzigen Begegnung überhaupt kam – siehe dazu Abschnitt oben: „Bundesrepublik Deutschland gegen die DDR – ein besonderer Länderkampf“. Die DDR-Sportler waren erwartungsgemäß deutlich stärker und entschieden das Aufeinandertreffen mit 131 zu 92 Punkten klar für sich.
Auch die Frauen trugen parallel am selben Ort einen Vergleich mit der DDR aus.

## Leichtathletik-Länderkampf der Frauen gegen die DDR
Den zwölften Länderkampf des Jahres 1988 bestritten die bundesdeutschen Frauen parallel mit ihren männlichen Kollegen am 19./20. Juni in Düsseldorf ebenfalls gegen die DDR. Auch für die Leichtathletinnen war es das einzige Aufeinandertreffen der beiden deutschen Staaten. Der Ausgang der Begegnung war noch eindeutiger als bei den Männern. Die DDR siegte mit 119,5 zu 59,5 Punkten.

## Länderkampf der Frauen Hürden/Spung/Wurf gegen Großbritannien
Der dreizehnte Vergleich des Jahres 1988 bestand aus einer Kombination von drei leichtathletischen Teilbereichen. Die bundesdeutschen Hürdenläuferinnen, Springerinnen und Werferinnen traten gegen Großbritannien an. Diese Länderkampfform blieb 1988 alleine den Frauen vorbehalten. Die Begegnung wurde am 24. Juni in Birmingham, der zweitgrößten Stadt Großbritanniens, ausgetragen und war in dieser Kombination von Disziplinen eine Premiere. Im Ergebnis kam es mit 77 zu 77 Punkten zum ersten Remis der bundesdeutschen Leichtathletinnen in diesem Jahr.

## Leichtathletik-Länderkampf der Männer Jahrgänge 1965 und jünger gegen Polen, Frankreich und Kanada
Im vierzehnten Saisonvergleich stand wieder eine weitere Begegnung mit dem allgemeinen leichtathletischen Programm an. Der Vierländerkampf zwischen Polen, der Bundesrepublik, Frankreich und Kanada stellte wieder eine Förderung des Nachwuchses dar, die Teilnahme war auf die Jahrgänge 1965 und jünger beschränkt, das Höchstalter der Athleten betrug 23 Jahre. Das war in dieser Form eine Premiere. Am 20. August traten die Athleten der vier Länder in der im Westen Polens gelegenen Stadt Posen zu ihren Wettkämpfen an. Der Ausgang auf den ersten beiden Rängen war äußerst knapp. Frankreich setzte sich mit 210,5 Punkten durch und hatte dabei nur eineinhalb Punkte Vorsprung vor den zweitplatzierten Polen. Auch nicht weit zurück folgten die bundesdeutschen Vertreter mit 199,5 Punkten auf Rang drei. Mit 77 Punkten belegte Kanada deutlich abgeschlagen den vierten und letzten Platz.
Auch die Frauen führten am selben Tag und selben Ort einen Länderkampf der Jahrgänge 1965 und jünger durch.

## Leichtathletik-Länderkampf der Frauen Jahrgänge 1965 und jünger gegen Polen, Frankreich und Kanada
Den fünfzehnten Länderkampf des Jahres 1988 bestritten die bundesdeutschen Leichtathletinnen parallel mit ihren männlichen Kollegen in derselben altersbeschränkten Konstellation. Die höchstens 23 Jahre alten Sportlerinnen trugen am 20. August in Posen ebenfalls gegen Polen, Frankreich und Kanada ihren eigenen Vergleich aus. Im Gegensatz zur Begegnung der Männer war der Ausgang eindeutig und endete mit einem bundesdeutschen Sieg. Mit 186,5 Punkten hatte das bundesdeutsche Team einen Vorsprung von 31 Punkten auf die zweitplatzierten Polinnen. Weitere 33,5 Punkte zurück belegten die Französinnen den dritten Rang. Kanada kam auch hier ziemlich abgeschlagen 39 Punkte hinter Frankreich auf den vierten Platz.
Am selben Tag führten auch die Straßenläuferinnen und Straßenläufer an einem anderen Ort Länderkämpfe durch.

## Straßenlauf-Länderkampf der Männer gegen Frankreich, die Niederlande und die Schweiz
Als sechzehnter Länderkampf des Jahres wurde am 20. August die traditionelle Begegnung der bundesdeutschen Straßenläufer mit den Niederlanden, Frankreich und der Schweiz im elsäischen Hagenau (französische Schreibweise: „Haguenau“) ausgetragen. Begonnen hatte diese Vergleichsserie mit den drei Ländern Schweiz, Bundesrepublik Deutschland und Niederlande. Zwischenzeitlich war sie erweitert worden durch die Teilnahme weiterer Nationen, die dann wieder wegfielen. 1982 kam als Teilnehmer noch Frankreich hinzu. Insgesamt dreizehn bundesdeutsche Siege hatte es gegeben. Vier Mal hatte sich die Schweiz durchgesetzt, einen Erfolg hatten die Niederländer zu verzeichnen. Vier Mal hatten sich die dann nicht mehr beteiligten Italiener durchgesetzt. Die letzten drei Begegnungen hatte Frankreich für sich entschieden. 1988 waren wieder die Niederländer an der Reihe. In 5:02:29 h lagen sie etwas mehr als zwei Minuten vor Frankreich. In 5:09:53 h wurde die Bundesrepublik wie im Vorjahr Dritter. Die Schweiz kam in 5:12:02 h auf den vierten Platz.
Auch die Frauen veranstalten am selben Tag und selben Ort einen Straßenlauf-Länderkampf.

## Straßenlauf-Länderkampf der Frauen gegen Frankreich, die Niederlande und die Schweiz
Im siebzehnten Saisonvergleich starteten die Straßenläuferinnen wie die Männer am 20. Ausgust in Hagenau gegen die Niederlande, Frankreich und die Schweiz. Die Begegnung wurde nun zum fünften Mal ausgetragen, vorübergehend waren auch Italien und Belgien Teilnehmerländer. Je einen Sieg hatten Italien und die Bundesrepublik Deutschland erzielt, in den letzten beiden Austragungen hatte Frankreich vorne gelegen. In Hagenau setzten sich die Französinnen in 2:34:23 h zum dritten Mal in Folge durch. Mit knapp eineinhalb Minuten Rückstand folgten die bundesdeutschen Läuferinnen auf Rang zwei und verbesserten sich gegenüber dem Vorjahr um einen Platz. Knapp zwei weitere Minuten dahinter wurden die Schweizer Läuferinnen Dritte. Die Niederländerinnen belegten weitere mehr als acht Minuten zurück den vierten Platz.

## Zehnkampf-Länderkampf der Männer Jahrgänge 1965 und jünger gegen Frankreich und die Sowjetunion
Der achtzehnte Länderkampf des Jahres 1988 war ein zweiter Vergleich für Nachwuchssportler der Jahrgänge 1965 und jünger. Am 20./21. August trugen sie einen Zehnkampf gegen Frankreich und die Sowjetunion aus. Gastgeber war die nordrhein-westfälische Stadt Lage. Mit 28.945 Punkten erwies sich das bundesdeutsche Team am stärksten. 886 Punkte dahinter kam die Sowjetunion auf den zweiten Platz. Frankreich belegte mit einem Rückstand von 1697 Punkten auf die Bundesrepublik Rang drei.
Die Siebenkämpferinnen der Jahrgänge 1965 und jünger bestritten am selben Ort parallel ebenfalls einen Dreiländerkampf.

## Siebenkampf-Länderkampf der Frauen Jahrgänge 1965 und jünger gegen Frankreich und die Sowjetunion
Auch für den weiblichen Mehrkampf-Nachwuchs gab es im neunzehnten Saisonvergleich am 20./21. August in Lage einen Länderkampf der Altersgruppe 23 Jahre und jünger. Die Gegnerinnen kamen wie in der Begegnung der Zehnkämpfer aus Frankreich und der Sowjetunion. Auch in diesem Aufeinandertreffen setzte sich das bundesdeutsche Team mit 23.742 Punkten durch. Die sowjetischen Vertreterinnen wurden mit 23.408 Punkten Zweite und die Französinnen kamen mit 21.161 Punkten ziemlich abgeschlagen auf den dritten Platz.

## Geher-Länderkampf der Männer gegen Frankreich
Im zwanzigsten Vergleich 1988 traten zum zweiten Mal in dieser Saison die Geher zu einem Länderkampf an. Am 3./4. September trafen die Männer dabei auf Frankreich. Austragungsort war die münsterländische Stadt Ahlen. Neun Begegnungen hatte es zwischen den Gehern beider Nationen in Zweiländerkämpfen bisher gegeben, die letzte hatte 1985 stattgefunden. Fünf Mal hatte Deutschland, vier Mal Frankreich gesiegt. Darüber hinaus waren die beiden Teams mehrfach unter Beteiligung weiterer Länder mit unterschiedlichen Ausgängen aufeinander getroffen. In Ahlen musste die bundesdeutsche Mannschaft mit dreizehn zu 31 Punkten eine herbe Niederlage einstecken.
Auch die Geherinnen trugen am selben Tag und selben Ort einen Länderkampf aus.

## Geher-Länderkampf der Frauen gegen Frankreich
Der 21. und letzte Saisonvergleich blieb wieder den Geherinnen vorbehalten, die parallel zu ihren männlichen Kollegen am 4. September in Ahlen ebenfalls gegen Frankreich antraten. Zweiländerkämpfe mit Frankreich hatten zuvor schon sieben Mal stattgefunden, zuletzt war das 1985 der Fall gewesen. Vier zu drei lautete die Bilanz für Frankreich. Auch mit Beteiligung weiterer Länder waren die französischen und bundesdeutschen Geherinnen bereits aufeinander getroffen. Meist hatte Frankreich dabei vor der Bundesrepublik gelegen. In Ahlen trennten sich die beiden Länder mit elf zu elf unentschieden. Damit kam es bereits zum zweiten Remis der bundesdeutschen Frauen im Jahr 1988.